# Œuvres de Nicolas de Crécy

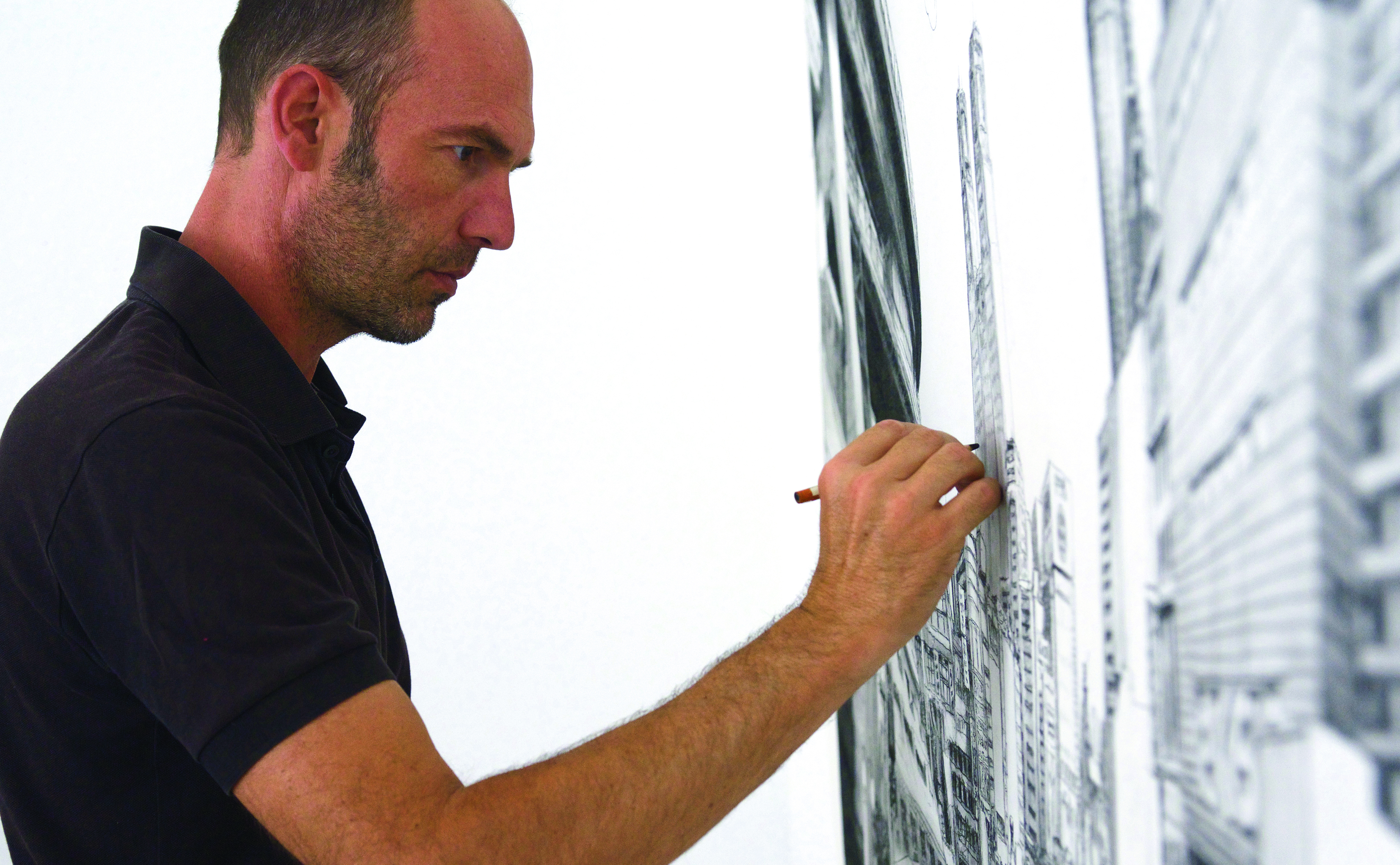
Nicolas de Crécy en 2015.

Cette page recense la bibliographie de Nicolas de Crécy. Sont ici énumérées uniquement ses bandes dessinées et livres d'illustration, qu'il soit dessinateur ou scénariste.

## Bandes dessinées

### En tant qu'auteur complet
- 1 Le Bibendum céleste, Les Humanoïdes associés, octobre 1994
Scénario, dessin et couleurs : Nicolas de Crécy Prix Micheluzzi de la meilleure bande dessinée étrangère (2018).
- 1 Monsieur Fruit, Le Seuil, juin 1995
Scénario et dessin : Nicolas de Crécy
- 2 Monsieur Fruit, Le Seuil, juin 1996
Scénario et dessin : Nicolas de Crécy
- 2 Le Bibendum céleste, Les Humanoïdes associés, janvier 1999
Scénario, dessin et couleurs : Nicolas de Crécy
- 3 Le Bibendum céleste, Les Humanoïdes associés, janvier 2002
Scénario et dessin : Nicolas de Crécy - Couleurs : Walter
- Prosopopus, Dupuis, juin 2003
Scénario, dessin et couleurs : Nicolas de Crécy
- Salvatore T.1 : Transports amoureux, Dupuis, janvier 2005
Scénario et dessin : Nicolas de Crécy - Couleurs : Ruby  Prix de la BD du Point[1].
- Période glaciaire, Futuropolis et Musée du Louvre, octobre 2005
Scénario, dessin et couleurs : Nicolas de Crécy Prix des libraires de bande dessinée 2006 ; sélectionné au Prix public du meilleur album, Festival d'Angoulême 2006.
- Salvatore T.2 : Le Grand Départ, Dupuis, juin 2006
Scénario et dessin : Nicolas de Crécy - Couleurs : Walter
- Journal d'un fantôme, Futuropolis, février 2007
Scénario, dessin et couleurs : Nicolas de Crécy Sélection officielle du Festival d'Angoulême 2008.
- Salvatore T.3 : Une traversée mouvementée, Dupuis, octobre 2009
Scénario et dessin : Nicolas de Crécy - Couleurs : Walter
- Salvatore T.4 : Retour à Brest, Dupuis, septembre 2010
Scénario et dessin : Nicolas de Crécy - Couleurs : Walter
- La République du catch, Shūeisha (prépublication, Ultra Jump), juillet 2014 à janvier 2015
 Publié en 2016 par Casterman – Sélection officielle du Festival d'Angoulême 2016.
- Visa Transit (volume 1), Éditions Gallimard, septembre 2019
Scénario et dessin : Nicolas de Crécy Prix de la BD géographique, Festival international de géographie 2020[2].
- Visa Transit (volume 2), Éditions Gallimard, octobre 2020
Scénario et dessin : Nicolas de Crécy
- Visa Transit (volume 3), Éditions Gallimard, septembre 2021
Scénario et dessin : Nicolas de Crécy

### En tant que dessinateur
- Bug Jargal, Ikusager, janvier 1989
Scénario : Sylvain Chomet - Dessin et couleurs : Nicolas de Crécy
- Foligatto, Les Humanoïdes associés, septembre 1991
Scénario : Alexios Tjoyas - Dessin et couleurs : Nicolas de Crécy  Prix Max et Moritz de la meilleure publication de bande dessinée importée en 1993.
- 1 Léon la came, Casterman, janvier 1995
Scénario : Sylvain Chomet - Dessin et couleurs : Nicolas de Crécy
- 2 Léon la came : Laid, pauvre et malade, Casterman, janvier 1997
Scénario : Sylvain Chomet - Dessin et couleurs : Nicolas de Crécy  Alph-Art du meilleur album français au festival d'Angoulême 1998.
- 3 Léon la came : Priez pour nous, Casterman, avril 1998
Scénario : Sylvain Chomet - Dessin et couleurs : Nicolas de Crécy

## Livres illustrés
- La Nuit du grand méchant loup, Pastel, septembre 1998
Scénario : Rascal - Dessin : Nicolas de Crécy
- Le Roi de la piste[3], P.M.J., janvier 2001
Scénario, dessin et couleurs : Nicolas de Crécy
- Lisbonne, voyage imaginaire, Casterman,  (ISBN 2-203-35920-X), janvier 2002
Scénario : Raphaël Meltz - Dessin : Nicolas de Crécy
- L'Orgue de barbarie, Futuropolis,  (ISBN 978-2-7548-0063-1), novembre 2007
Scénario : Nicolas de Crécy et Raphaël Meltz - Dessin : Nicolas de Crécy
- Les Carnets de Gordon McGuffin, Futuropolis, février 2009
Scénario : Pierre Senges - Dessin : Nicolas de Crécy

## Recueils de dessins
- Cafés moulus, Le Lézard, août 1995
- Plaisir de myope, Cornélius, janvier 1999
- Escales, Cornélius, mars 2000
- Des gens bizarres, Cornélius, septembre 2004
- New York sur Loire, Casterman, janvier 2005
- De la confiture de myrtilles, Le 9e Monde, août 2005
- Esthétiques du quotidien au Japon, Éditions du regard / IFM, septembre 2010
- 500 dessins (volume 1), Barbier & Mathon, septembre 2011
- Carnets de Kyoto, Le Chêne, mars 2012
- 500 dessins (volume 2), Barbier & Mathon, février 2013
- Taiyō Matsumoto + Nicolas de Crécy, Genkosha Mook,  (ISBN 9784768305522), août 2014
- Monographie Nicolas de Crécy, MEL Publisher, avril 2016
- Mexico, Travel Book Louis Vuitton, 4 mai 2017
- Un monde flottant - Yokai et Haikus, Soleil, collection Noctambule,  (ISBN 2302056027), novembre 2016
- Sur les routes : Carnet en poche, Gallimard bande dessinée,  (ISBN 9782075166010), octobre 2022

## Romans
- Nicolas de Crécy, Les Amours d'un fantôme en temps de guerre, Albin Michel Jeunesse, septembre 2018, 209 p. (ISBN 9782226437365).

- Nicolas de Crécy, Vieux criminels, Paris, Éditions Gallimard, coll. « Sygne », 15 avril 2021, 336 p. (ISBN 9782072854620).

## Sur Nicolas de Crécy
- Raphaël Meltz et Lætitia Bianchi, Nicolas de Crécy : Monographie, Actes Sud, coll. « L'An 2 », 15 janvier 2003 (ISBN 9782848560021).